# Блакитний хрест (фільм)
«Блакитний хрест» (пол. Błękitny krzyż) — польський художній фільм режисера Анджея Мунка, знятий в 1955 році.

## Сюжет
Військова драма. Лютий 1945 року. Група польських рятувальників вирушає в Татри на допомогу пораненим російським і словацьким партизанам, які перебувають в тилу ворога за лінією фронту.

## У ролях
- Густав Голоубек
- Станіслав Марусаж
- Роман Холі
- Станіслав Бирцин-Гусениця
- Тадеуш Гусениця-Гьевонт
- Владислав Гондек
- Стефан Йоняк
- Юзеф Кшепновскій
- Ян Кшістаняк

У фільмі знімалися польські спортсмени-гірськолижники, стрибуни з трампліна і інші, серед яких Станіслав Марусаж, член олімпійської збірної команди Польщі на зимовій Олімпіаді 1932 року, Олімпіаді 1936 року, Олімпіаді 1948 року і Олімпіади 1952 року, який сам був у роки війни в польському опорі.

## Нагороди
Бронзова медаль на 16-му Венеційському кінофестивалі в 1955 році режисерові А. Мунку.
Премія «Złota Kaczka» («Золота Качка») режисерові А. Мунку в номінації Кращому режисерові фільмів, нагороджуються на великих світових кінофестивалях (2010).